# Neumichtis familiaris
Neumichtis familiaris là một loài bướm đêm trong họ Noctuidae.